# Makio Akiyama
| Asteroidi scoperti: 16     | Asteroidi scoperti: 16 | Asteroidi scoperti: 16 |
| -------------------------- | ---------------------- | ---------------------- |
| 5333 Kanaya                | 18 ottobre 1990        | [1]                    |
| 5334 Mishima               | 8 febbraio 1991        | [1]                    |
| 5743 Kato                  | 19 ottobre 1990        | [1]                    |
| 6251 Setsuko               | 25 febbraio 1992       | [1]                    |
| 6419 Susono                | 7 dicembre 1993        | [1]                    |
| 6792 Akiyamatakashi        | 30 novembre 1991       | [1]                    |
| 6961 Ashitaka              | 26 maggio 1989         | [1]                    |
| 7472 Kumakiri              | 13 febbraio 1992       | [1]                    |
| 8273 Apatheia              | 29 novembre 1989       | [1]                    |
| 9033 Kawane                | 4 gennaio 1990         | [1]                    |
| 28004 Terakawa             | 2 dicembre 1997        |                        |
| 29624 Sugiyama             | 2 ottobre 1998         |                        |
| 35441 Kyoko                | 31 gennaio 1998        |                        |
| 40994 Tekaridake           | 20 ottobre 1999        |                        |
| 53157 Akaishidake          | 5 febbraio 1999        |                        |
| 55873 Shiomidake           | 26 ottobre 1997        |                        |
| - [1] con Toshimasa Furuta |                        |                        |

Makio Akiyama (秋山万喜夫; 1950) è un astronomo giapponese.
Akiyama è lo scopritore di alcuni asteroidi.
L'asteroide 4904 Makio è stato battezzato in suo onore .